# アルケラオス (軍人)
アルケラオス（またはアルケラウス、Archelaus）は、第一次ミトリダテス戦争中のポントス王ミトリダテス6世の将軍。
緒戦の紀元前88年のアムニアス川の戦いでアルケラオスはビテュニア王ニコメデス4世を破り、続く紀元前87年、彼は陸・海軍の大部隊と共にギリシアへ送られ、ブッティウス・スラ（Bruttius Sura）との3日間の戦闘の後、ピレウスを占領した（マケドニア長官ブッティウス・スラはこの前年に、 ミトリダテス軍を率いるメトロファネスを破り、スキアトス島を占領していた）。この地でルキウス・コルネリウス・スッラに包囲され、ボイオティアへ撤退させられた後、紀元前86年にカイロネイアの戦いで完敗を喫した。新たな軍がミトリダテスより送られたが、紀元前85年のオルコメノスの2日間の戦いで、再び敗れた。和平交渉中に、アルケラオスはミトリダテスに疑われていることがわかり、ローマに亡命した。彼はローマで重宝され、第三次ミトリダテス戦争では、ルクルスをよく助けた。
彼のひ孫のアルケラオスは、マルクス・アントニウスにより、カッパドキアの最後の王となった。